# ایستگاه اونیو
ایستگاه اونیو (انگلیسی: Avenue station) یک ایستگاه قطار سبک شهری در حال ساخت در خط ۵ اگلینتون، بخشی از سیستم متروی تورنتو است.